# Xá Cassau
Xá Cassau (auch Xa-Cassau, Chá-Cassau und Varianten) ist eine Stadt und eine Gemeinde in Angola.

## Geschichte
Die Ortschaft wurde im 19. Jahrhundert unter portugiesischer Kolonialverwaltung gegründet und trug den Namen Elias Garcia, nach dem portugiesischen Journalisten, Militäringenieur, republikanischen Politiker und Freimaurer José Elias Garcia (1830–1891).
Nach der Unabhängigkeit Angolas 1975 wurde der portugiesische Ortsname durch die heutige Bezeichnung ersetzt.

## Verwaltung
Xá-Cassau ist Sitz einer gleichnamigen Gemeinde (Comuna) des Landkreises (Município) von Lucapa in der Provinz Lunda Norte. Die Gemeinde hat etwa 12.000 Einwohner (Schätzung 2011). Erst nach Auswertung aller Daten der Volkszählung 2014 werden gesicherte Bevölkerungsdaten feststehen.
Insgesamt 34 Ortschaften liegen in der Gemeinde. Neben dem Hauptort Xá-Cassau sind dies vor allem Catoca, Chapa, Chilimbica, Luô, Luxico, Mutuoa und Samulembe.

## Gesundheit
Im Rahmen des staatlichen Wiederaufbaus nach Ende des Angolanischen Bürgerkriegs 2002 ist auch die Gemeinde Xá-Cassau mit ersten Einrichtungen zur Gesundheitsversorgung ausgestattet worden. So unterhält das Krankenhaus der Kreisstadt Lucapa heute in allen vier Kreisgemeinden Gesundheitsstationen. So bestehen auch in der Gemeinde Xá-Cassau Gesundheitsstationen, je eine in dessen Hauptort und in der Ortschaft Chapa. Nachdem 2012 nur sieben Ärzte im gesamten Kreis Lucapa arbeiteten, wurden in einem ersten Schritt elf weitere eingestellt, um auch in den Gesundheitsstationen außerhalb des Kreiskrankenhauses Ärzte vor Ort zu haben.

## Wirtschaft
Die Gemeinde ist stark landwirtschaftlich geprägt. Die Produktion leidet jedoch stark unter fehlenden Geräten und der schwachen Organisation der Kleinbauern in Genossenschaften. Auch die schlechten Straßenverhältnisse erschweren jede wirtschaftliche Tätigkeit. Erste Erleichterung brachte die Eröffnung zweier Metallbrücken 2011, die die Flüsse Txicapa und Tembo queren und die direkte Verbindung zur Kreisstadt Lucapa über die Kreisstraße vereinfachen.